# Lijst van ambassadeurs van Suriname in China
Deze lijst van ambassadeurs van Suriname in China is een overzicht van de officiële vertegenwoordigers van Surinaamse regering in de Chinese hoofdstad Peking. De ambassadeur is tevens geaccrediteerd voor Vietnam. De diplomatieke betrekkingen tussen beide landen gingen van start op 28 mei 1976.

## Lijst van vertegenwoordigers
| Geloofsbrief     | einde termijn | ambassadeur               | opmerking                                   |
| ---------------- | ------------- | ------------------------- | ------------------------------------------- |
| 24 februari 1998 | 1999/2001     | Henk Herrenberg           | Herrenberg was de eerste ambassadeur        |
| 11 januari 2002  | 2006          | Roy Marinus Wong Lun Hing |                                             |
| maart 2007       |               | Mohamed Isaak Soerokarso  |                                             |
| 16 augustus 2011 | november 2017 | Lloyd Lucien Pinas        | op 6 maart 2014 coaccreditatie voor Vietnam |
| 18 december 2018 | januari 2022  | Patty Chen                |                                             |
| 12 december 2022 |               | Pick Fung Chong           |                                             |